# Вероніка рільна
Вероніка рільна, вероніка нив'яна (Veronica agrestis) — вид трав'янистих рослин родини подорожникові (Plantaginaceae), поширений у Північній Африці, Європі, Ізраїлі, Йорданії.

## Опис
Однорічна рослина 8–20(30) см заввишки. Листки супротивні, короткочерешкові. Листова пластина широко яйцеподібна, неглибоко зубчаста із закругленими зубцями. Квітки поодинокі в пазухах листків. Квіткове стебло викривляється вниз на стадії плодоношення. Чашолистків 4, вони ланцетно-яйцеподібні, з 3 жилками, досить тупі, не перекриваються, волохаті, принаймні, назовні. Віночок майже радіально симетричний, білий і зазвичай блакитно-пурпуровий, шириною 3–6 мм, зрощений, 4-лопатевий. Тичинок 2. Коробочка жовтувато-коричнева, розсіяно-залозиста. Стовпчик ледь виступає з виїмки коробочки.

## Поширення
Поширений у Північній Африці, Європі, Ізраїлі, Йорданії; інтродукований у деяких інших країнах.
В Україні вид зростає на полях, перелогах, у садах — в Закарпатській (Ужгород, Виноградівський р-н, с. Чорнотисів), Львівській (м. Дрогобич), Рівненській (м. Радивилів) областях, рідко.

## Галерея

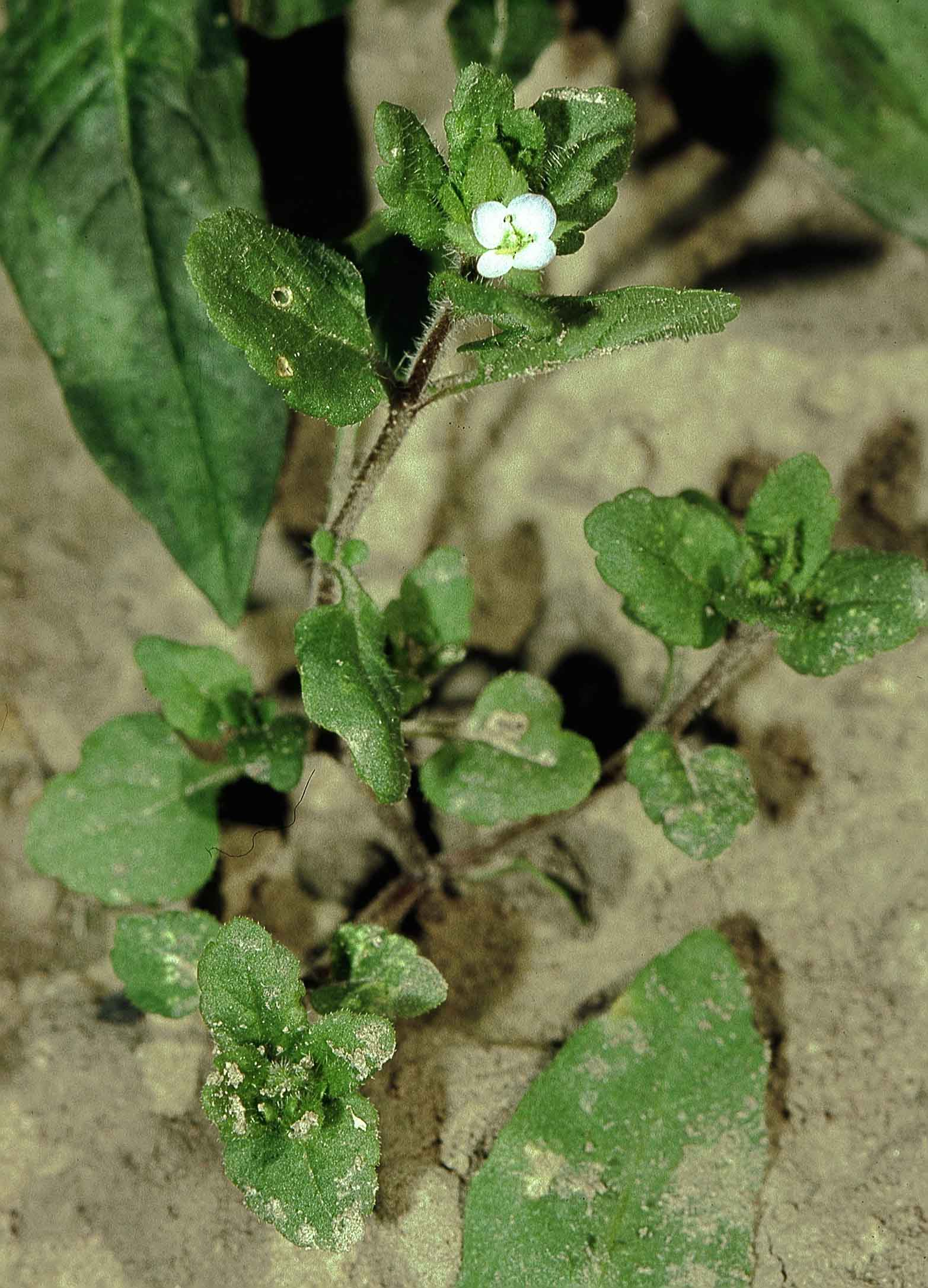
рослина
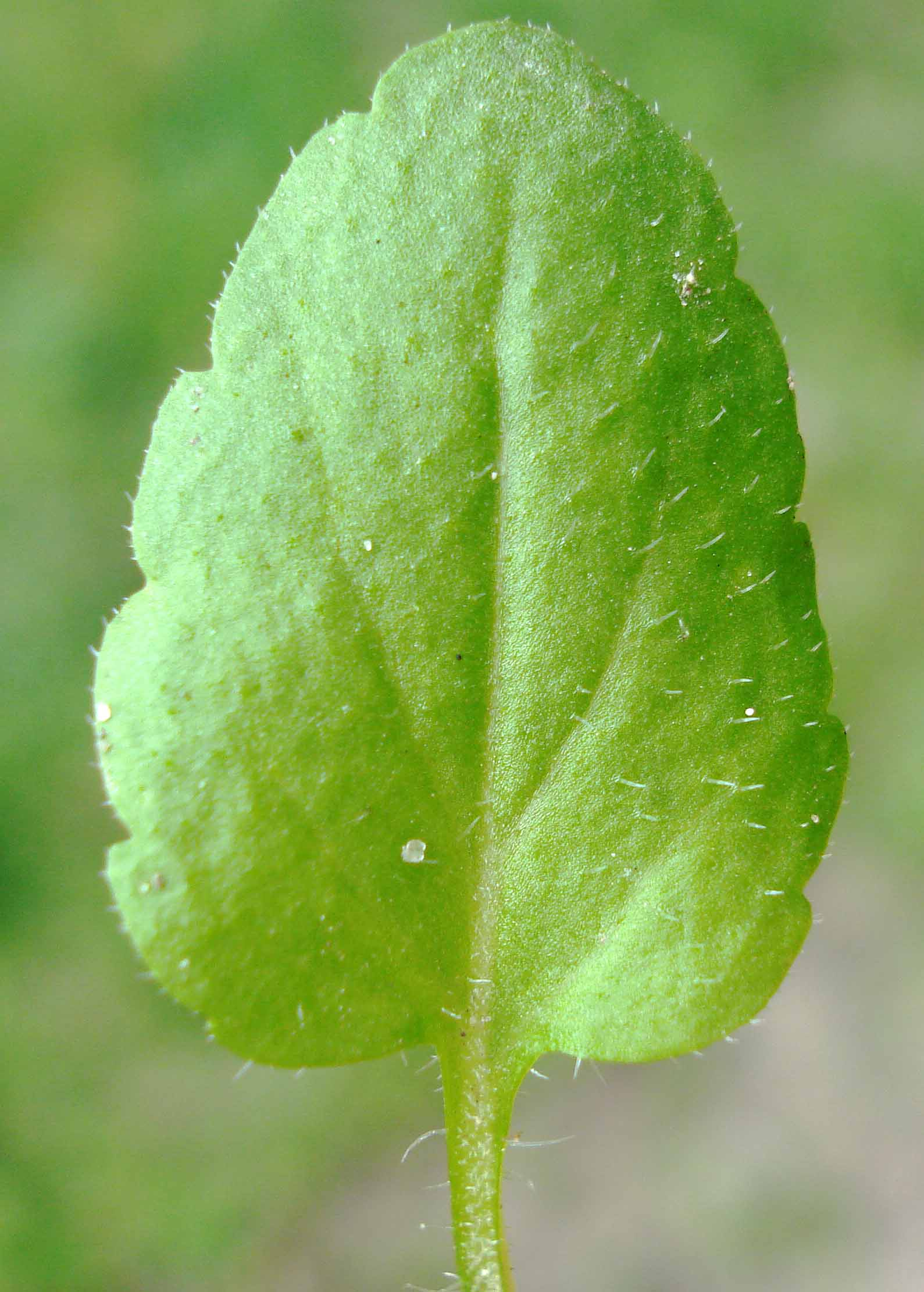
листок
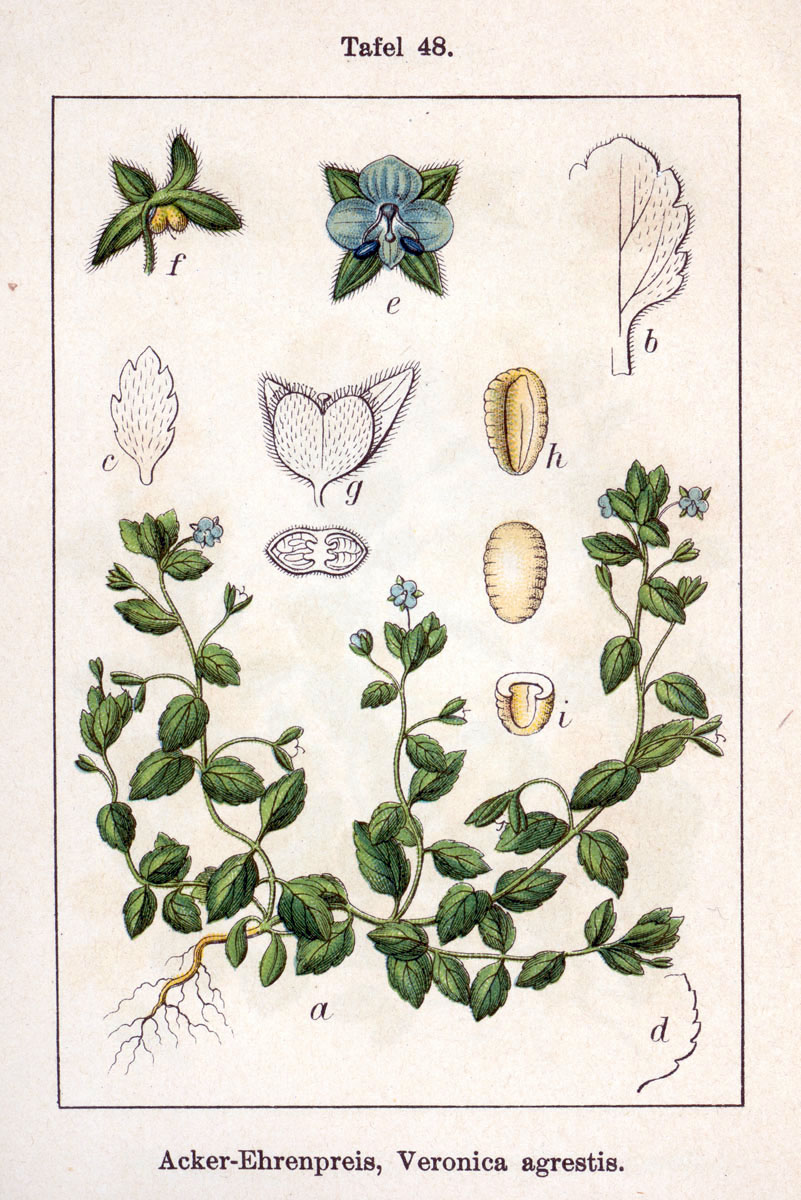
ілюстрація